# Електромобілі в Україні
Електромобілі в Україні почали з'являтися в 1930-х роках у вигляді експериментальних зразків. З того часу відбувалось кілька спроб запустити власний електромобіль у серійне виробництво, та через брак фінансування та відсутність попиту серед українців - вони були невдалі. З 2012 року в Україні почався ріст реєстрації переважно вживаних іноземних електромобілів.

## Історія

### В УРСР
1935 року у Києві автовідділом Головдортрансу був зібраний перший електромобіль на території сучасної України. Він був 4-місний та мав алюмінієву трубчату раму і кузов. Автомобіль був лише експериментом і не випускався серійно. Всі колеса були підвішені на пневмобалонах, що було новинкою для тих часів. Джерелом енергії служили сім акумуляторних батарей загальною ємністю 112 А/год, які живили два електромотори потужністю 3 кВт кожен. Ці двигуни приводили в рух кожне колесо окремо, що дозволяло відмовитися від диференціала.
Першими малосерійними електромобілями вважаються НАМИ–750 і НАМИ-751, що були розроблені у 1947—1949 роках Науковим автотракторним інститутом та збудовані на Львівському автобусному заводі в 1951 році у кількості 20 одиниць (по 10 одиниць кожної моделі). Запас ходу становив 50-60 км у НАМИ-750 та 60-70 км у НАМИ-751, максимальна швидкість складала відповідно 30 км/год та 35 км/год.
Вже 1973 року Запорізький машинобудівний інститут розробив експериментальну машину ЗАЗ-968 Електро. Автомобіль мав електродвигун потужністю 4 кВт і систему рекуперації енергії — тобто, батареї підзаряджалися при гальмуванні. Батарея машини важила близько 400 кг, а на одній зарядці «Електрозапорожець» міг подолати 100 км. Через рік електромобіль отримав золоту медаль на Всесоюзній виставці науково-технічної творчості молоді. Його збиралися запустити в серійне виробництво. Але фінансування на ЗАЗ-968 Електро так і не виділили.
У 1980-1981 роках на Горьковському автомобільному заводі на базі універсала ВАЗ-2102 був випущений електричний фургон ВАЗ-2801 — в кількості 47 одиниць. Більшість цих машин пішло в Україну, де вони працювали на різних підприємствах, зокрема на запорізькому «Гарант», яке займалося ремонтом телевізорів. Деякі з них залишились в експлуатації і до 2019 року.
Перші зразки оснащувалися електромотором на 12 кВт, а потім машину укомплектували більш потужним — на 25 кВт. Мотор живили нікель-цинкові батареї ємністю 125 А/год. вагою 380 кг. Останніх вистачало на пробіг в 110—130 км на швидкості 40 км/год. Максимальна швидкість становила 87 км/год. ВАЗ-2801 мав споряджену масу 1615 кг. Вантажопідйомність машини була невелика — 320 кг.

### В Україні
На початку 1990-х років Науково-виробничий центр Інформатика за підтримки уряду створив електромобіль Київ-1103. Конструктори використали тяговий авіаційний електродвигун потужністю 18кВт та вагою 11 кг. Акумуляторні батареї замовили в Ізраїлі, запас ходу електромобіля становив 200 км. В кінці 1990-х років припинилося фінансування проекту, розробку електромобіля припинили. Останній дослідний зразок Київ-1103 залишався у робочому стані до 2002 року.
У 1991 році Запорізьким автозаводом на базі ЗАЗ-110260 «Таврія» був випущений дослідний електромобіль ЗАЗ-1109, який у 1995 році отримав державну реєстрацію. Вага акумуляторної батареї становила 380 кг. Напруга — 84 В. Номінальна і максимальна потужність — 12-25 кВт. Максимальна швидкість — 90—100 км/год. Без підзарядки електромобіль проходив 130-180 км. Завод продав кілька партій кузовів електромобілів Німеччині та Швейцарії. До запуску електромобіля в серійне виробництво справа так і не дійшла через брак коштів на заводі.
2005 року Інститут електродинаміки і ЗАЗ розробили гібрид ЗАЗ 110206 «Таврія-Гібрид». Однієї ємності десяти батарей вистачало на 50 км пробігу, а з працюючим бензиновим мотором запас ходу збільшувався до 750 км.
Восени 2010 року у Києві вперше представлена нова розробка Запорізького автозаводу — ЗАЗ Ланос Пікап Елеткро. Автомобіль був призначений для обслуговування торговельних точок закритих для руху звичайних автомобілів, зони великих міст, курортів тощо. Ланос-Електро оснащений італійським електродвигуном 15 кВт і вісьмома акумуляторами, які забезпечують пробіг до зарядки орієнтовно 100 км. Один блок акумуляторів українського виробництва розміщений під капотом, інший у вантажному відсіку, де займає близько одного квадратного метру корисної площі.
2016 року компанія Electric Marathon International презентувала в Монако електромобіль Synchronous. Машину представили як український електромобіль. Дизайн авто виконаний київською студією Prystrast, двигун «Слов'янка» — розробка одеської компанії EcoFactor, виготовлення кузова також проводилося в Одесі. Запас ходу на одній зарядці акумуляторів — 130—160 км. На даху автомобіля розміщені сонячні батареї. Synchronous розвиває швидкість 60-70 км/год. За словами розробників, зовнішній вигляд, що нагадує середньовічну карету, дозволяє електромобілю стати ідеальним засобом пересування в місті як таксі, шаттл для готелів і екскурсійне авто.
Український стартап Murmuration Technology (з Кривого Рогу, Дніпропетровська область) працює над досить амбітним проєктом – електричною вантажівкою під назвою Coolon. У 2020 році фірма представила прототип своєї розробки, а тепер заявила, що вже 2022 року запустить машину у виробництво. Ба більше, є навіть прайс: вартість електромобіля Coolon становитиме від 16 000 доларів США. 

### Порівняльні характеристики історичних українських електромобілів
| №  | Рік випуску | Назва                                                          | Фото | Кількість впущених одиниць | Потужність | Максимальна швидкість | Запас ходу |
| -- | ----------- | -------------------------------------------------------------- | ---- | -------------------------- | ---------- | --------------------- | ---------- |
| 1  | 1935        | Без назви, виробництво Головдортрансу                          |      | 1                          | 2х3 кВт    | н.д.                  | н.д.       |
| 2  | 1951        | НАМИ–750                                                       |      | 10                         | 3,2 кВт    | 30 км/год             | 50-60 км   |
| 3  | 1951        | НАМИ–751                                                       |      | 10                         | 6 кВт      | 35 км/год             | 60-70 км   |
| 4  | 1973        | ЗАЗ-968 Електро                                                |      | 1                          | 4 кВт      | 60 км/год             | 100 км     |
| -  | 1980        | ВАЗ-2801                                                       |      | 47                         | 12-25 кВт  | 87 км/год             | 110-130 км |
| 5  | 1990-ті     | Київ-1103                                                      |      | 1                          | 18 кВт     | 90-100 км/год         | 200 км     |
| 6  | 1991        | ЗАЗ-1109                                                       |      | декілька одиниць           | 12-25 кВт  | 90-100 км/год         | 130-180 км |
| 7  | 2005        | ЗАЗ 110206 Таврія-Гібрид                                       |      | 2                          | н.д.       | н.д.                  | 50 км      |
| 8  | 2005        | ЗАЗ Ланос Пікап Елеткро                                        |      | 1                          | 15 кВт     | н.д.                  | 100 км     |
| 9  | 2016        | Synchronous                                                    |      | 1                          | н.д.       | 60-70 км/год          | 130-160 км |
| 10 | 2018        | "Богдан" - на замовлення (Banke Electromotive) модель - ERCV27 |      | 2                          | 220 кВт    | 80 км/год             | 220 км     |
| 11 | 2020        | COOLON                                                         |      | декілька одиниць           | 40-60 кВт  | 90 км/год             | 200-300 км |

## Динаміка реєстрації електромобілів та електрогібридів в Україні
| Рік  | Зареєстровано за рік (електромобілі) | Зареєстровано всього (електромобілі) | Зареєстровано всього (електрогібриди) | Зареєстровано всього |
| ---- | ------------------------------------ | ------------------------------------ | ------------------------------------- | -------------------- |
| 2012 | 10▲                                  | н.д.                                 | н.д.                                  | н.д.                 |
| 2013 | 39▲                                  | н.д.                                 | н.д.                                  | н.д.                 |
| 2014 | 45▲                                  | н.д.                                 | н.д.                                  | н.д.                 |
| 2015 | 341▲                                 | н.д.                                 | н.д.                                  | н.д.                 |
| 2016 | 1,504▲                               | н.д.                                 | н.д.                                  | н.д.                 |
| 2017 | 3,749▲                               | н.д.                                 | н.д.                                  | н.д.                 |
| 2018 | 5,908▲                               | 10,717                               | 9,170                                 | 19,887               |
| 2019 | 7,542▲                               | н.д.                                 | н.д.                                  | н.д.                 |
| 2020 | 7,455▼                               | 25,853                               | 29,198                                | 55,051               |
| 2021 | 8,541▲                               | 33,522                               | н.д.                                  | н.д.                 |

Попит на електромобілі в Україні в листопаді 2023 року зріс майже утричі, порівняно з листопадом 2022 року. Всього зареєстрували 4316 авто на акумуляторних джерелах живлення (BEV). Український автопарк у листопаді поповнили 4,3 тис електромобілів - найбільші показники з реєстрацій цих авто продемонстрували Львівська область та Київ. 
Рекордну кількість електрокарів — понад 37 тисяч — було імпортовано в Україну у 2023 році. Це у 4 рази більше, ніж у 2021 році. Найпопулярнішими марками електроавтомобілів є Volkswagen, Tesla та Nissan. А Львівщина є лідером за кількістю реєстрацій таких автомобілів. 